# شورش ایلی
شورش ایلی (انگلیسی: Ili Rebellion) شورشی به پشتیبانی شوروی در برابر کومینتانگ جمهوری چین (۱۹۴۹–۱۹۱۲) چین در سال ۱۹۴۴ بود. شورشیان دولت موقت جمهوری دوم ترکستان شرقی را در سال ۱۹۴۴ تأسیس کردند که تا سال ۱۹۴۹ ادامه داشت.